# Гулькевич Олександр Володимирович
Олекса́ндр Володи́мирович Гульке́вич (нар. 7 квітня 1974 — 13 вересня 2016) — молодший сержант Збройних сил України, учасник російсько-української війни.

## Життєпис
Народився 1974 року в місті Малин (Житомирська область). 1991 року закінчив малинську ЗОШ № 4, працював на підприємстві з виготовлення пам'ятників в селі Слобідка (Малинський район). Одружився, але згодом розійшовся з дружиною.
В серпні 2015 року мобілізований; молодший сержант, стрілець-зенітник роти вогневої підтримки 43-го окремого мотопіхотного батальйону «Патріот». Обслуговував ЗУ-23. В Олександра закінчився контракт, але він планував його поновити.
13 вересня 2016 року загинув ближче до полуночі на блокпості поблизу смт Зайцеве (Бахмутський район) внаслідок артилерійського обстрілу терористами зі 152-мм гармат 2А36 «Гіацинт-Б».
17 вересня 2016 року похований в Малині.
Без Олександра лишилися мама, син та брат, який служив у 95-й аеромобільній бригаді.
Восени 2021 року у Малині вулицю Кошового перейменували на його честь.

## Нагороди та вшанування
- указом Президента України № 522/2016 від 25 листопада 2016 року «за особисту мужність і високий професіоналізм, виявлені у захисті державного суверенітету та територіальної цілісності України, вірність військовій присязі» — нагороджений орденом «За мужність» III ступеня (посмертно)[1]